# Hiddenit

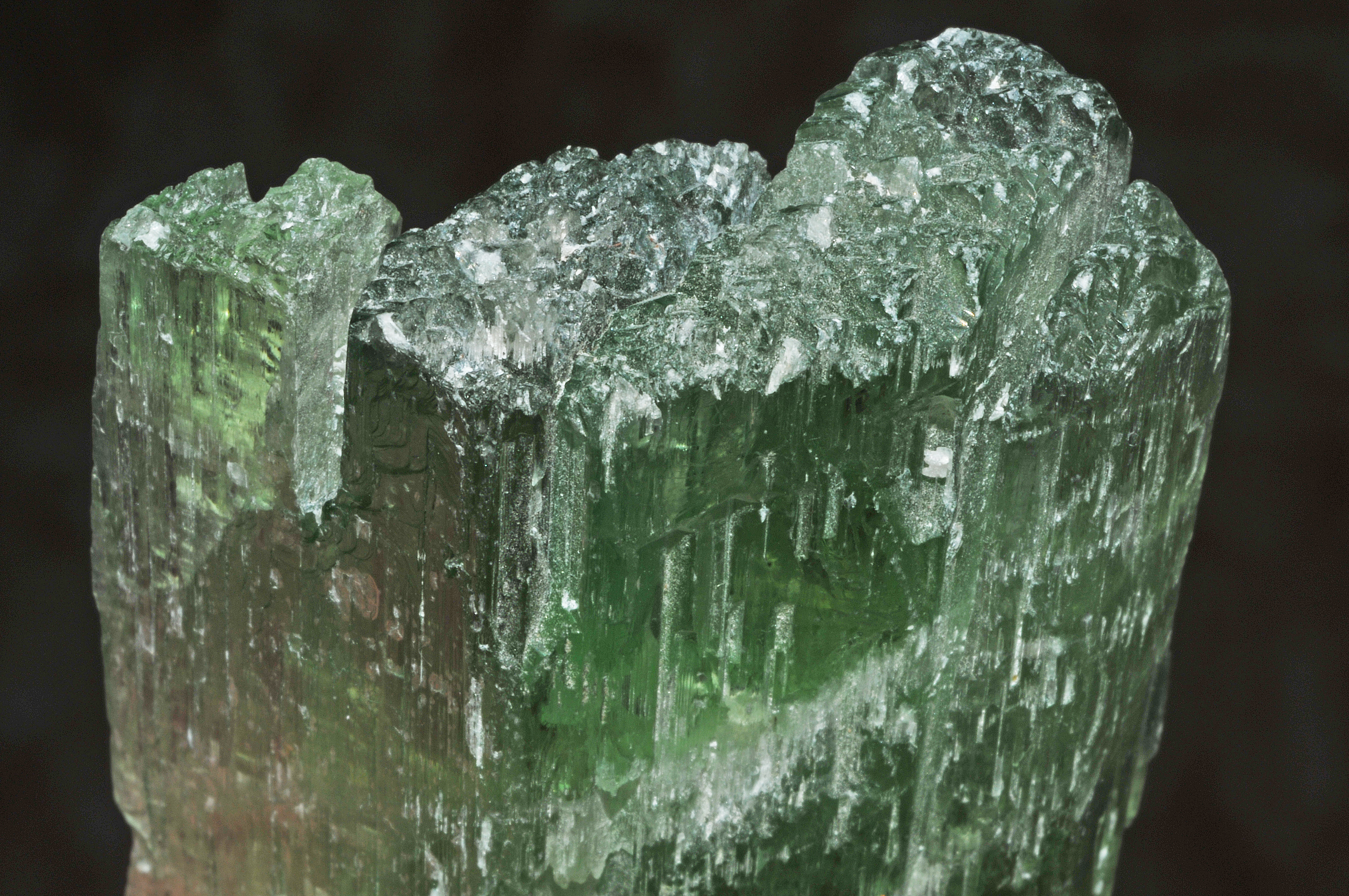

Hiddenit – minerał z gromady krzemianów. Należy do grupy spodumenu – bardzo ceniona, jubilerska odmiana spodumenu. Po raz pierwszy został znaleziony w 1879 r. w Karolinie Północnej w USA.
Nazwa pochodzi od nazwiska odkrywcy tego minerału – Williama Earla Hiddena (1853-1918).

## Właściwości
Jest przezroczysty, zazwyczaj tworzy kryształy jednoskośne o pokroju słupkowym, tabliczkowym.
Substancją nadającą barwę jest chrom lub żelazo. Wykazuje podobieństwo do berylu, chryzoberylu, diopsydu, euklazu, szmaragdu, turmalinu.
Inne właściwości:
- dwójłomność: +0,014 do +0,016
- dyspersja: 0,017 (BG) 0,010 (CF)
- pleochroizm: wyraźny – niebieskawozielony, szmaragdowozielony, żółtozielony
- fluorescencja: bardzo słaba, czerwonożółta

### Występowanie
Występuje w pegmatytach granitowych.
Miejsca występowania:
USA – Karolina Północna, Kalifornia, Dakota Południowa (kryształy osiągają wielkość kilkunastu metrów, a waga kilkadziesiąt ton; okazy nie mają wartości gemmologicznej), Birma, Brazylia – Minas Gerais, Kanada, Madagaskar, Rosja – Ural, Zabajkale, Wielka Brytania, Grenlandia.

### Zastosowanie
- atrakcyjny i poszukiwany kamień kolekcjonerski,
- stosowany do wyrobu biżuterii – szlif fasetkowy.